# Валентайн, Хилтон
Хилтон Валентайн (англ. Hilton Valentine; 21 мая 1943 — 29 января 2021) — британский музыкант, известный в первую очередь как гитарист оригинального состава группы The Animals.

## Биография
Валентайн родился в Шортшилдсе, Нортамберленд. В детстве увлекался скиффлом. В 1956 году, когда ему было 13 лет, его мама купила ему первую гитару. Свои первые аккорды Хилтон выучил благодаря книге «Teach Yourself A Thousand Chords» и тогда же сформировал свою первую группу, которая называлась Heppers. Когда музыканты играли в местных клубах, журналисты окрестили их как «молодую, но перспективную скиффл-группу». В 1959 году The Heppers, переименоавшиеся в Wildcats, стали играть рок-н-ролл. В то время Валентайн играл на гитаре Futurama III, экспортом которой в Великобританию занималась компания Selmer. Его следующей гитарой стала «Burns Vibra-Artiste», купленная в 1960—1961 годах. The Wild Cats были популярны на территории Тайнсайда, где было много танцевальных и церковных залов, мужских рабочих клубов и другие публичных заведений. В это время они решили записали альбом  Sounds of the Wild Cats. В 1963 году группа The Animals начала своё формирование. Тогда Час Чандлер услышал о виртуозном гитаристе Хилтоне Валентайне и решил пригласить его в зарождающийся коллектив под названием Alan Price Combo. На тот момент Эрик Бёрдон уже был в составе группы, а Джон Стил присоединился уже после прихода Хилтона. В дальнейшем группа изменила название на The Animals.
В то время как The Animals помнят за вокал Бёрдона или игру Прайса на клавишных, Валентайна отмечают за его арпеджио на электрогитаре в песне «The House of the Rising Sun», которая в своё время вдохновила множество начинающих гитаристов. Его он исполнил на гитаре «Gretsch Tennessean», которую он купил в Ньюкасле в начале 1962 года, когда ещё играл в составе The Wild Cats и использовал усилители Selmer. Позднее в 1964 Адольф Рикенбакер подарил ему гитару «Rickenbacker Rose Morris» для использования вместе с 12-струнной моделью.
Валентайн продолжал играть и записываться с The Animals вплоть до распада её оригинального состава в сентябре 1966 года. После этого Валентайн перебрался в Калифорнию и записал сольный альбом All In Your Head, спродюсированный Виком Бриггсом, а в последующие годы, вернувшись в Великобританию, участвовал в различных реюнионах The Animals.
В 1994 году Валентайн, наряду с Эриком Бёрдоном, Чесом Чендлером, Аланом Прайсом и Джоном Стилом был введён в Зал славы рок-н-ролла. В мае 2001 года Хилтон вместе с прочими музыкантами Animals получил звезду на Голливудской Аллее Славы. В 2004 году он выпустил альбом It’s Folk 'n' Skiffle, Mate!.
В октябре 2009 года Валентайн вместе со своим сольным проектом Skiffledog дал ряд концертов в Новой Англии, в Нью-Йорке и в Южной Каролине. Также с февраля 2007 по ноябрь 2008 года Валентайн гастролировал с Эриком Бёрдоном. В начале 2009 года он сделал две демозаписи, которые выложил на своей странице в MySpace.
В 2011 году Хилтон Валентайн выпустил альбом 'Skiffledog on Coburg Street' и рождественский альбом Merry Skifflemas!', записанный совместно с бывшим участником группы Peter Jay and the Jaywalkers, Питером Миллером.
В последние годы жизни Валентайн проживал в Коннектикуте. Он умер там 29 января 2021 года в возрасте 77 лет.